# Antero Tristão
Antero Tristão (Lândana, 1899 - Lisboa, 1978) empresário e poeta português.
Nascido de uma família proprietária de terras no Alentejo, acabou por nascer em Lândana, pequena terra a norte do enclave de Cabinda num momento em que o seu pai, Filipe Tristão, procurava novos negócios relacionados com a importação de café.
Apesar de o seu pai viajar muito entre Portugal e Cabinda, Antero cresceu no Alentejo com a mãe e dois irmãos mais velhos. Regressou ao Alentejo aos onze anos, tendo concluído os seus estudos na Escola Comercial em Lisboa vivendo em casa de um tio.
Sabe-se pouco do que fez nos 20 anos seguintes, apenas há o registo da morte de um dos irmãos mais velhos, de quem era bastante próximo, e por causas desconhecidas.
Em 1951 volta a Cabinda com ideia de investir em turismo junto à costa, projecto que chega a sair do papel mas sem grande sucesso.
Nunca casou mas teve uma filha de uma ligação mantida no início da sua carreira quando vivia com o tio em Lisboa.
Morre em Lisboa em 1978, momento em que um neto, António Tristão Vaz, recebe de herança alguma documentação e poemas de Antero Tristão. As temáticas abordavam amores proibidos, a morte e o mar.
António Tristão Vaz tenta a publicação junto de algumas editoras mas apenas recebeu respostas negativas que invocavam a qualidade duvidosa dos textos. Acabou por optar por financiar uma edição de autor intitulada "Vera Morte - Cadernos do Mar" com 200 exemplares. A edição esgotou sem haver reimpressão.
Usando de um estilo inovador à época, de verso e métrica livre, acaba citado em mais do que uma obra de antologia poética  .